# 廣瑜鄧公祠

廣瑜鄧公祠

廣瑜鄧公祠又名來成堂，位於香港新界元朗錦田水頭村32號，建於康熙40年（1701年），由鄧氏第21代族人鄧像六（別名鄧直見）為紀念第17代祖先鄧廣瑜（別名鄧松峰）而建，是錦田北圍3間鄧氏宗祠之一。1782年，鄧氏族人曾捐款翻新來成堂。除了作為祠堂以外，在1950至60年代曾改作商店，到了70年代末至80年代初成為了金屬品製造廠，後來更遭荒廢，祠堂殘破不堪。1995年政府將廣瑜鄧公祠列為認定古蹟（即具有法定古蹟的資格，但未正式受法例保護），並出資維修。1996年完成翻新工程後，鄧氏於元宵前來宗祠進行點燈儀式。於2010年11月12日列為法定古蹟。

## 建築
廣瑜鄧公祠為清代民間建築，屬兩進一院三開間式設計，相對規模較小。廂房位於天井兩側。公祠以青磚和木桁桷修築而成，屋頂以素瓦鋪蓋。屋脊、牆身雕帶和檐板均飾有吉祥圖案和雕飾。

## 鄰近古蹟
- 清樂鄧公祠
- 鎮銳鋗鄧公祠
- 二帝書院
- 便母橋
- 長春園

## 外部連結
- Antiquities and Monuments Office (2009).Brief Information on Proposed Grade I Items.P.167-168,
- 陳天權。〈廣瑜鄧公祠〉。《大公報》。2010-07-03。
- 〈新增四法定古蹟永久保育〉。《蘋果日報》。2010-06-23。